# تاليولو مونفيراتو
تاليولو مونفيراتو (بالإيطالية: Tagliolo Monferrato)‏ هي بلدية في مقاطعة ألساندريا في إقليم بييمونتي في إيطاليا.

## السكان
في سنة 1861 بلغ عدد السكان 2٬295 نسمة، وتطور العدد ليصل في سنة 2011 لـ 1٬606 نسمة.
يظهر هذا المخطط البياني تطور النمو السكاني لـ تاليولو مونفيراتو